# هجوم غرب الباب (أكتوبر–نوفمبر 2016)
كان هجوم غرب الباب (أكتوبر–نوفمبر 2016) مواجهة عسكرية متعددة الجوانب بين الجيش السوري، وقوات سوريا الديمقراطية (بما في ذلك فصائل الجيش السوري الحر المتحالفة)، وفصائل الجيش السوري الحر الأخرى (تدعمها تركيا)، وتنظيم الدولة الإسلامية (داعش) في ريف محافظة حلب الشمالي الغربي، جنوب بلدتي مارع وتل رفعت.

## معلومات أساسية
في 18 أكتوبر، أصدر لواء رعد الشمال التابع لفرقة الحمزة تحذيرا إلى «حزب العمال الكردستاني» وجيش الثوار، محذرا إياهم لمغادرة تل رفعت في غضون 48 ساعة، وبعد ذلك سيهاجمون البلدة.

## الهجوم

### الأسبوع الأول
في 18 و19 أكتوبر، وردا على تحرك قوات الجيش السوري الحر التي تدعمها تركيا في أعقاب الاستيلاء على بلدة دابق من تنظيم الدولة الإسلامية في العراق والشام والوصول إلى الشاطئ الشمالي لخزان الشهباء، تقدمت قوات سوريا الديمقراطية إلى الجنوب الشرقي واستولت على عدة قرى على الشاطئ الجنوبي للخزان، بما في ذلك السد. وردا على ذلك، قصفت المدفعية والمدفعية التركية في ريف أعزاز مواقع لجيش الثوار في حربل وقرى أخرى تحت سيطرة قوات سوريا الديمقراطية. ومن ناحية أخرى، شنت القوات الجوية التركية 26 غارة جوية على مواقع تابعة لقوات سوريا الديمقراطية في المنطقة.
في 20 أكتوبر، استولى المتمردون على مزارع الحصية (التي استولت عليها قوات سوريا الديمقراطية من تنظيم الدولة الإسلامية في العراق والشام)، رغم أن قوات سوريا الديمقراطية ما زالت تسيطر على قرية الحصية. وفي الوقت نفسه، استعاد تنظيم الدولة الإسلامية في العراق والشام تلة من قوات سوريا الديمقراطية. في اليوم التالي، احتدم القتال حول ثلاث قرى في الوقت الذي حاول فيه المتمردون التقدم ضد قوات سوريا الديمقراطية، في حين تمكنت القوات التي تدعمها تركيا من الاستيلاء على واحدة أخرى. وفي الوقت نفسه، انسحبت قوات سوريا الديمقراطية من ست قرى كان يسيطر عليها تنظيم الدولة الإسلامية في العراق والشام لتجنب عزلها من قبل المتمردين الذين تدعمهم تركيا. وفي وقت لاحق من ذلك المساء، انسحب المتمردون بعد 10 ساعات من القتال، ولم يتمكنوا من التقدم، في حين تمكنت قوات سوريا الديمقراطية من استعادة القرية والمزارع التي فقدتها. وبدأت قوات سوريا الديمقراطية استعداداتها لهجوم ثان للمتمردين يتوقع أن يكون في اليوم التالي.
في 22 أكتوبر، تم صد هجوم جديد للمتمردين، تدعمه الدبابات التركية، وأفادت التقارير بأن دبابة تركية أصابتها قوات سوريا الديمقراطية. وتركز القتال بالقرب من تل رفعت، في حين كانت الدبابات التركية متمركزة في كل من تل رفعت ومارع. وفي اليوم التالي، استولت قوات سوريا الديمقراطية على مزرعة في هجوم مضاد في منطقة سد الشهباء، حيث استولت على سيارة مدرعة من طراز بي إم بي-1 تابعة للمتمردين. كما تم إسقاط طائرة بدون طيار بواسطة قوات سوريا الديمقراطية.
في 23 أكتوبر، واصلت المدفعية التركية قصفها للشيخ عيسى وحربل، وقصفت أيضا بشكل مكثف جنديرس إلى الغرب بعيدا عن الجبهة. ووفقا لما ذكرته حاوار، فقد تم إعادة جثث 20 من المتمردين القتلى إلى أعزاز، مما أدى إلى رفض بعض المتمردين الانضمام إلى القتال ضد قوات سوريا الديمقراطية بسبب الخسائر الفادحة التي وقعت والتي أدى إلى اشتباكات ضارية. وفي اليوم التالي، كانت هناك تقارير تفيد بأن الجبهة الشامية أوقفت هجماتها على قوات سوريا الديمقراطية وانسحبت إلى الشرق. وفي المقابل، أعلنت فرقة الحمزة عزمها المستمر على محاربة القوات الموالية لوحدات حماية الشعب، وأن الهجوم على قوات سوريا الديمقراطية سيستأنف قريبا. وفي الوقت نفسه، استؤنف تقدم المتمردين ضد تنظيم الدولة الإسلامية في العراق والشام، مع قيام المتمردين بالاستيلاء على خمس قرى ومنطقة زراعية.

### الأسبوع الثاني
في 25 أكتوبر، شن المتمردون المدعومين من تركيا هجوما جديدا على قوات سوريا الديمقراطية، ولكن الأخيرة نجحت في صد الهجوم واستعادة ثلاث قرى فقدتها بشكل مؤقت. واستمر القتال العنيف في تل المضيق، حيث دمرت قوات سوريا الديمقراطية أربع مركبات للمتمردين. واتهمت وسائل إعلام موالية للمتمردين قوات سوريا الديمقراطية بتلقي المساعدة من القوات الجوية العربية السورية والقوات الجوية الروسية، في حين زعمت وسائل الإعلام الموالية للأكراد أن المتمردين استخدموا أسلحة كيميائية خلال هجومهم. وبحلول اليوم التالي، أفيد أن قوات سوريا الديمقراطية استولت على قريتين من قوات المتمردين في هجوم مضاد.
في 27 أكتوبر، استولى المتمردون على عدد من القرى من تنظيم الدولة الإسلامية في العراق والشام ولم يواجهوا مقاومة تذكر، بينما تقدمت قوات سوريا الديمقراطية إلى الشمال من تل المضيق وبالقرب من الحدود التركية ضد ضد الجبهة الشامية ووحدات الجيش السوري الحر التي تدعمها تركيا.
في الفترة من 28 إلى 30 أكتوبر، بدأت قوات سوريا الديمقراطية والجيش السوري في التعاون علنا ضد تنظيم الدولة الإسلامية في العراق والشام، حيث يدعم كلا الجانبين بعضهما البعض أثناء تقدمهما. وقد استولوا على 17 قرية في المجموع (وكذلك عدة مزارع) من تنظيم الدولة الإسلامية في العراق والشام، ووضع 11 قرية تحت سيطرة قوات سوريا الديمقراطية وستة (وكذلك مصنع المسلمية للأسمنت وكلية مشاة حلب) تحت سيطرة الجيش السوري بعد التوصل إلى اتفاق بين القيادة العليا للجيش وقوات سوريا الديمقراطية. ووفقا لبنود هذه الصفقة، فقد تولى الجيش السوري السيطرة على منطقة عازلة كبيرة حول محيط منطقة الشيخ نجار الصناعية في مقابل السماح لقوات سوريا الديمقراطية بالاسيتلاء إلى الباب، إذا ما وصلت إليها قبل الحكومة. وفي الوقت نفسه، شنت قوات تنظيم الدولة الإسلامية في العراق والشام هجوما مضادا ضد المتمردين الذين تدعمهم تركيا، وأعادت الاستيلاء على قرية. وفي 31 أكتوبر، قامت قوات سوريا الديمقراطية بالاستيلاء على ثلاث قرى ومزارع حاسين من الجبهة الشامية ووحدات الجيش السوري الحر.

### الأسبوع الثالث
في 1 نوفمبر، استعاد تنظيم الدولة الإسلامية في العراق والشام 17 قرية، بما في ذلك أخترين، من المتمردين. وفي اليوم التالي، استعاد المتمردون معظم أخترين، إلا أن قوات الدولة الإسلامية ما زالت تسيطر على أجزاء صغيرة من البلدة وسط محاولات من جانب المتمردين لطردهم. وفي الوقت نفسه، استهدفت قذائف الهاون والمدفعية الثقيلة من قبل كل من المتمردين المدعومين من تركيا وتنظيم الدولة الإسلامية في العراق والشام مواقع لقوات سوريا الديمقراطية، مما أسفر عن مقتل أكثر من 20 شخص وجرح العشرات. واتهمت قوات سوريا الديمقراطية كلا الجانبين بتنسيق عمليات القصف التي تقوم بها.

## أعقابه
في مطلع نوفمبر 2016، انشقت كتيبة من فيلق الشام وانضمت إلى مجلس منبج العسكري التابع لقوات سوريا الديمقراطية.
في هذه المرحلة، حول المتمردون تركيزهم من الريف الغربي للباب لتجنب المواجهة من قبل قوات سوريا الديمقراطية وشنوا هجوما على الدولة الإسلامية شمال الباب. وفي الفترة بين 6 و13 نوفمبر، استولى المتمردون على 29 قرية، وضعتهم في حدود سبعة كيلومترات من الباب.